# Cratere Godiva
Godiva  è un cratere sulla superficie di Venere. Deve il suo nome a Lady Godiva (in antico inglese Godgifu), nobildonna anglosassone.